# Ben Arous
Ben Arous (àrab: بن عروس, Bin ʿArūs, pronunciat localment Ben ʿArūs) és una ciutat de Tunísia, capital de la governació homònima. El municipi té 74.932 habitants (2004), dels quals només 36.000 són dins la delegació o mutamadiyya de Ben Arous (2004).

## Història
La ciutat es va construir a la plana de Sidi Fathallah i va prendre el nom d'un sant musulmà que es diu que curava l'esterilitat de les dones. Va morir el 1444 i la seva zàuiya va originar la ciutat.
Fou en el lloc que ara ocupa la ciutat que es va lliurar la batalla del Desè Mil·liari, en la qual Belisari va derrotar els vàndals i va posar fi al seu domini a les províncies d'Àfrica (13 de setembre del 533).
Durant el protectorat francès (1881-1956) la part alta de la ciutat (el turó al sud-oest de la vida del tren) es va dir Fochville, mentre la part baixa (al nord de la via del tren) va dur el nom de Ben Arous.

## Economia
El municipi és principalment agrícola amb cultiu de cereals.

## Administració
És el centre de la delegació o mutamadiyya homònima, amb codi geogràfic 13 51 (ISO 3166-2:TN-12), dividida en sis sectors o imades:
- Ben Arous Est (13 51 51)
- Cité Ibn Arafa (13 51 52)
- El Mehiri (13 51 53)
- Ben Arous Ouest (13 51 54)
- Sidi Ben Arous (13 51 55)
- Cité El Iskane (13 51 56)

Al mateix temps, forma una municipalitat o baladiyya (codi geogràfic 13 11), dividida en quatre circumscripcions o dàïres:
- Ben Arous Est (13 11 11)
- Ben Arous Ouest (13 11 12)
- La Nouvelle Médina (13 11 13)
- Sidi Mosbah (13 11 14)

## Agermanaments
Està agermanada amb Saint Etienne (França, 26 de gener de 1994).